# Aleko (Rajmáninov)
Aleko (del ruso: Алеко) es la primera de las tres óperas completas de Serguéi Rajmáninov. El libreto en ruso fue escrito por Vladímir Nemiróvich-Dánchenko y es una adaptación del poema Los gitanos de Aleksandr Pushkin. La ópera fue escrita en 1892 como graduación en el Conservatorio de Moscú y ganó los premios más altos de los jurados del conservatorio ese año. Fue estrenada en Moscú en 1893.

## Estrenos
El estreno de Moscú tuvo lugar el 9 de mayo (según calendario gregoriano, 27 de abril) 1893 en el Teatro Bolshói en Moscú.
El compositor dirigió otra interpretación en Kiev el 18/30 de octubre de 1893. (Chaikovski asistió al estreno de Aleko y Rajmáninov intentó escuchar el estreno de la Sinfonía Patética de Chaikovski el 16/28 de octubre, pero tuvo que coger un tren hacia Kiev porque tenía que dirigir Aleko.) Una interpretación en honor al centenario de Pushkin tuvo lugar el 27 de mayo de 1899 en el Palacio Táuride en San Petersburgo con Fiódor Chaliapin como papel principal y el coro y el ballet del Teatro Mariinsky.
Esta obra rara vez se representa en la actualidad; en las estadísticas de Operabase aparece con sólo 6 representaciones en el período 2005-2010, siendo la primera de Rajmáninov.

## Personajes
| Personaje                            | Tesitura  | Estreno en Moscú 9 de mayo de 1893 (Director: Ippolit Al'tani) | Estreno en Moscú 18 de octubre de 1893 (Director: Rajmáninov) | Estreno en San Petersburgo 27 de mayo de 1899 (Director: Rajmáninov) |
| ------------------------------------ | --------- | -------------------------------------------------------------- | ------------------------------------------------------------- | -------------------------------------------------------------------- |
| Aleko                                | barítono  | Bogomir Korsov                                                 | Bobrov                                                        | Fiódor Chaliapin                                                     |
| Joven gitano                         | tenor     | Lev Kleméntyev                                                 | Borisenko                                                     | Iván Yershov                                                         |
| Zemfira                              | soprano   | Mariya Deysha-Sionítskaya                                      | Eigen                                                         | Mariya Deysha-Sionítskaya                                            |
| Un hombre viejo, el padre de Zemfira | bajo      | Stepán Vlásov                                                  | Levitsky                                                      | Frey                                                                 |
| Mujer gitana                         | contralto | Shúbina                                                        | Tómskaya                                                      |                                                                      |
| Coro, papel silencioso: Gitanos      |           |                                                                |                                                               |                                                                      |

## Sinopsis
Tiempo:
Lugar:
Cansado de la aburrida vida de la clase alta, Aleko se escapa con una banda de gitanos. Se va con Zemfira, una joven gitana, y tienen un hijo. El viejo gitano, el padre de Zemfira, le advierte a Aleko de que no se vuelva muy posesivo con Zemfira. Sin embargo, Aleko mata a Zemfira y el hombre que él cree que es su amante. Los gitanos lo repudian y le hacen irse.

## Principales arias y números
- La danza de los hombres
- El romance del joven gitano
- La cavatina de Aleko

## Grabaciones destacadas
- Melodiya:  I. Petrov, N. Pokróvskaya, A. Orfénov, A. Ógnivtzev, V. Zlatogórova; Orquesta y Coro del Teatro Bolshói; Nikolái Golovánov, director
- Saison Russe: Vladimir Matorine, Natalia Erassova, Viatchslav Potchapski, Vitaly Tarastchenko, Galina Borissova; Coro Estatal Ruso; Orquesta del Teatro Bolshói; Andrei Chistiakov, director.[2]